# Canariella gomerae
Canariella gomerae е вид охлюв от семейство Hygromiidae. Видът не е застрашен от изчезване.

## Разпространение и местообитание
Разпространен е в Испания (Канарски острови).
Обитава гористи местности и храсталаци в райони с умерен климат.